# Call the Mesquiteers
Call the Mesquiteers è un film del 1938 diretto da John English.
È un film western statunitense con Robert Livingston, Ray Corrigan e Max Terhune. Fa parte della serie di 51 film western dei Three Mesquiteers, basati sui racconti di William Colt MacDonald e realizzati tra il 1936 e il 1943.

## Produzione
Il film, diretto da John English su una sceneggiatura di Luci Ward con il soggetto di Bernard McConville (storia) e William Colt MacDonald (creatore dei personaggi), fu prodotto da William Berke per la Republic Pictures e girato nell'Iverson Ranch a Chatsworth, nel Burro Flats (Simi Hills) e nel Vasquez Rocks Natural Area Park, in California. I titoli di lavorazione furono Calling the Mesquiteers e Desert Trail Riders.

## Distribuzione
Il film fu distribuito negli Stati Uniti dal 7 marzo 1938 al cinema dalla Republic Pictures. È stato distribuito nel Regno Unito con il titolo Outlaws of the West.

## Promozione
Le tagline sono:
- "A TRIPLE THREAT TO GANGLAND".
- "OUTLAW COWBOYS Waging war on the underworld rats that try to strong arm the West".